# Gouvernement Archangelsk
Het gouvernement Archangelsk (Russisch: Архангельская губерния; [Archangelskaja goebernia]) was van 1784 tot 14 januari 1929 een gouvernement (goebernija) van het Russische Rijk en later van de RSFSR. Het gouvernement grensde aan de gouvernementen Tobolsk, Vologda, Olonets. De hoofdstad was de gelijknamige stad Archangelsk.

## Geografie
Het gouvernement was het grootste van het Russische Rijk en omvatte het noordelijke kustgebied van Europees Rusland ten zuiden van de Barentszzee en de Witte Zee, van het grootvorstendom Finland tot de Oeral, ofwel de huidige Russische deelgebieden oblast Moermansk en Nenetsië en de noordelijke delen van Karelië, oblast Archangelsk en Komi.

## Geschiedenis
Het gebied maakte bij de instelling van de gouvernementen in 1708 deel uit van het gouvernement Archangelgorod. In 1719 werd dit gouvernement onderverdeeld in vier provincies (provintsia); Archangelgorod, Veliki Oestjoeg, Vologda en Galitsj. In 1780 gingen de eerste drie op in de onderkoninkrijk Vologda. Op 26 maart 1784 werd het oblast Archangelsk ervan afgescheiden en het onderkoninkrijk Archangelsk werd in zijn plaats opgericht. Door een oekaze op 12 december 1796 van tsaar Paul I van Rusland waarmee het onderkoninkrijk hernoemd tot het gouvernement Archangelsk. De oejazden Povenetski en Kemski van het afgeschafte onderkoninkrijk Olonets werden toegevoegd aan het gouvernement Archangelsk.
Het gouvernement Archangelsk bestond uit zeven oejazden. In 1780 werden de steden Mezen, Onega, en Pinega opgericht om hoofdsteden van oejazden te worden. Kola werd in 1784 onderdeel van het gouvernement.
In 1801 werden de gebieden van het oejazd Povenetski overgedragen aan het gouvernement Olonets. Het oejazd Kemski bleef binnen het gouvernement Archangelsk. In 1864 werd de stad Kola vernietigd tijdens de Krimoorlog en het oejazd Kolski. Het oejazd Kolski werd hersteld, maar in 1899 werd het regeringscentrum verplaatst naar Aleksandrovsk. Het oejazd werd hernoemd tot oejazd Aleksandrovski. In 1891 werd het oejazd Pechorski afgesplitst van het oejazd Mezenski.
In 1918 na de Russische Revolutie werden het gouvernement werden de drie noordwestelijke gouvernementen Petrograd, Novgorod, Pskov, Olonets, Archangelsk, Vologda, Tsjerepovets en Severodvinsk verenigd tot de Unie van de Noordelijke Oblasten en het werd in 1920 weer opgeheven.
Op 14 januari 1929 werd door de Heel-Russisch Centraal Uitvoerend Comité het gouvernement Archangelsk samen met het gouvernement Vologda en het gouvernement Noordelijke Dvina opgeheven en tot onderdeel gemaakt van de nieuwe Noordelijke Kraj. Nadat de Autonome Oblast Komi-Zyryan, de voorganger van het Komi ASSR, was afgesplitst van deze kraj op 5 december 1936, werd deze kraj hernoemd tot de Noordelijke Oblast. Op 23 september 1937 ten slotte werd deze opgesplitst in de oblasten Archangelsk en Vologda.

## Economie
Het gouvernement was met name gericht op de land- en bosbouw. De Nenetsen hadden daarbij in 1902 de beschikking over bijna 400.000 rendieren. In het gouvernement bevonden zich toen ook ruim 4500 fabrieken met bijna 20.000 arbeiders. In 1898 kreeg Archangelsk een spoorverbinding met Moskou.

## Bestuurlijke hervormingen
In 1890 bestond het gouvernement uit 8 oejezden (van west naar oost); Kolski (rond Kola), Kemski (Kem), Onezjski (Onega), Sjenkoerski (Sjenkoersk), Cholmogorski (Cholmogory), Archangelski (Archangelsk), Pinezjski (rond Pinega) en Mezenski (Mezen). In 1890 werd het oostelijk deel van de oejezd Mezenski afgesplitst als de oejezd Petsjorski (rond de plaats Oest-Tsilma). In 1899 werd de oejezd Kolski hernoemd naar Aleksandrovski en het centrum van Kola naar de nieuw gestichte stad Aleksandrovsk (nu Poljarny) verplaatst. In 1918 werd de oejezd Oest-Vasjski geformeerd rond nederzettingen aan de rivier de Vasjka.
Op 2 maart 1918 werd de oejazd Oest-Vasjski afgesplitst van het oejazd Mezenski. Het westelijke deel van het oejazd Aleksandrovski naar Finland. De onafhankelijkheid van Finland werd de rest van het oejazd onderdeel van het gouvernement Moermansk.
In 1921 werd de oejezd Aleksandrovski afgesplitst van het gouvernement om het nieuwe gouvernement Moermansk te vormen, werd de oejezd Kemski tot onderdeel van de nieuwe Arbeiderscommune Karelië (dat twee jaar later de Karelische ASSR werd) en de oejezd Petsjorski werd onderdeel van de nieuwe Autonome Oblast Komi Zyrjan.
Op 15 maart 1922 werd de oejezd Oest-Vasjski weer opgeheven en werd de oejezd Cholmogorski hernoemd tot Jemetski (opgeheven in 1925). De oejezd Pinezjski werd in 1927 opgeheven en in 1929 de overige oejezden met de opheffing van het gouvernement.

## Bestuurders

### Gouverneurs
- 1784-1796 Ivan Romanovitsj Liven
- 1796-1797 Ivan Iljitsj Grevens
- 1784-1793 Timofej Toetolmi, gouverneur-generaal
- 1793-1796 Pjotr Petrovitsj Konovnitsyn, gouverneur-generaal
- 1796 Ivan Romanovitsj Liven, gouverneur generaal
- 1797 Dmitri Fjodorovitsj Glinka
- 1797-1798 Nikolaj Isajevitsj Achverdov
- 1798-1799 Nazarii Stepanovitsj Moeravjov
- 1799-1802 Ivan Fjodorovitsj Mezentsev
- 1802 Aleksej Matvejevitsj Okoelov
- 1802-1803 Pjotr Fjodorovitsj Martjanov, actief gouverneur
- 1803-1804 Aleksandr Matveyevitsj Verjovkin
- 1804-1805 Pjotr Fjodorovitsj Martjanov, actief gouverneur
- 1805-1807 Kazimir Asj
- 1807-1823 Andrej Jakovlevitsj Perfiljev
- 1823-1824 Nikolaj Sergejevitsj Toechatsjevski
- 1824-1827 Jakov Fjodorovitsj Ganskaoe
- 1827-1829 Ivan Jakovlevitsj Boecharin
- 1829-1831 Vladimir Sergejevitsj Filimonov
- 1831-1837 Ilja Ivanovitsj Ogarjov
- 1837 Viktor Jakovlevitsj Roslavets
- 1837 Nikolaj Ivanovitsj Chmelnitski
- 1837-1839 Aleksandr Nikolajevitsj Moeravjov formeel gestraft als een Decembrist
- 1839-1842 Platon Viktorovitsj Stepanov
- 1842-1843 Michail Fjodorovitsj Nozjin, actief gouverneur
- 1843-1856 Vilem Frantsevitsj Fribers
- 1856-1863 Nikolaj Ivanovitsj Arandarenko
- 1863-1866 Nikolaj Martynovitsj Garting
- 1866 Aleksej Gavrilovitsj Kaznatsjejev
- 1866-1869 Sergej Pavlovitsj Gagarin
- 1869-1870 Nikolaj Aleksandrovitsj Katsjalov
- 1871-1880 Nikolaj Pavlovitsj Ignatjev
- 1880-1881 Modest Mavrikijevitsj Konjar
- 1881-1882 Nikolaj Golitsyn
- 1882-1883 Pjotr Aleksejevitsj Poltoratski
- 1883 Nikolaj Pavlovitsj Sjtsjepkin
- 1883-1885 Konstantin Ivanovitsj Pasjtsjenko
- 1885-1893 Nicholas Galitzine, de laatste keizerlijke minister-president van Rusland
- 1893-1901 Aleksandr Platonovitsj Engelgardt
- 1901-1904 Nikolaj Aleksandrovitsj Rimski-Korsakov
- 1904-1905 Nikolaj Georgijevitsj von Bünting
- 1905-1907 Nikolaj Nikolajevitsj Katsjalov
- 1907-1911 Ivan Vasiljevitsj Sosnovski
- 1911-1917 Sergej Dmitrijevitsj Bibikov

Na februari 1917 lag de hoogste positie van het gouvernement bij de commissaris. Na november 1917 lag de hoogste positie van het gouvernement bij het uitvoerend comité. Er werden geen gouverneurs meer aangewezen.

### Militaire gouverneurs
- 1797-1798 Ivan Romanovitsj Liven
- 1798 Boris Borisovitsj Letstsano
- 1798 Dmitri Ivanovitsj Lobanov-Rostovski
- 1798-1799 Dmitri Petrovitsj Volkonski
- 1799-1801 Karl Andreievitsj Liven
- 1802-1803 Sergei Andreievich Bekleshov
- 1803-1807 Ivan Petrovich Ferster
- 1807-1811 Martin Petrovitsj Dezin
- 1811-1813 Alexei Grigoryevitsj Spiridov
- 1813-1820 Alexei Fedotovitsj Klokachyov
- 1820-1823 Alexei Fedotovitsj Klokachyov
- 1823-1830 Stepan Ivanovitsj Minitski
- 1836-1842 Josif Ivanovitsj Sulima
- 1842-1850 Alexander Ivanovitsj Traverse
- 1850-1854 Roman Platonovitsj Boil
- 1854-1857 Stepan Petrovitsj Khrushchov
- 1857-1859 Bogdan Alexandrovitsj Glazenap
- 1862-? Konstantin Ivanovitsj Istomin
- 1907 Dmitri Davidovitsj Grigoryev
- 1915 Arkadi Mikhaylovitsj Valuyev, actief gouverneur generaal

## Bevolking en nederzettingen
In 1886 woonden er 320.743 mensen (155.030 mannen en 165.713 vrouwen) in het gouvernement. In 1903 telde het gouvernement 376.126 inwoners, waarvan 33.040 in de steden (8,8%). De enige stad van formaat was Archangelsk met 21.276 inwoners. De verdeling over de oejezden was toen als volgt:
| Oejezd         | Oppervlakte (werst²) | Inwoners | Dichtheid (inw./werst²) |
| -------------- | -------------------- | -------- | ----------------------- |
| Archangelski   | 27.224               | 64.463   | 2,4                     |
| Cholmogorski   | 14.731               | 39.672   | 2,7                     |
| Sjenkoerski    | 21.900               | 83.580   | 3,8                     |
| Pinezjski      | 42.364               | 31.614   | 0,7                     |
| Mezenski       | 94.310               | 27.046   | 0,3                     |
| Petsjorski     | 353.180              | 38.088   | 0,1                     |
| Onezjski       | 25.403               | 42.550   | 1,7                     |
| Kemski         | 39.962               | 39.286   | 1,0                     |
| Aleksandrovski | 136.378              | 9.827    | 0,7                     |
| Totaal         | 755.452              | 376.126  | 0,5                     |